# Columbine
Columbine – jednostka osadnicza w Stanach Zjednoczonych, w stanie Kolorado, w hrabstwie Arapahoe.
20 kwietnia 1999 r. miała miejsce Masakra w Columbine High School.